# Callonychium flaviventre
Callonychium flaviventre là một loài Hymenoptera trong họ Andrenidae. Loài này được Friese mô tả khoa học năm 1906.